# Magnus Henrique Lopes
Magnus Henrique Lopes OFM Cap. (ur. 31 lipca 1965 w Açu) – brazylijski duchowny katolicki, w latach 2010–2022 biskup Salgueiro, biskup Crato od 2022.

## Życiorys
21 grudnia 1996 otrzymał święcenia kapłańskie w zakonie kapucynów. Pracował głównie jako wikariusz parafii i ekonom konwentów zakonnych. W latach 1996–2001 był definitorem prowincjalnym, zaś w latach 2001-2007 prowincjałem i wiceprzewodniczącym Konferencji Brazylijskich Kapucynów.
16 czerwca 2010 papież Benedykt XVI mianował go biskupem diecezji Salgueiro. Sakry biskupiej udzielił mu 17 września 2010 arcybiskup Luis Gonzaga Silva Pepeu.
12 stycznia 2022 papież Franciszek mianował go ordynariuszem diecezji Crato.